# Бликс, Петер Андреас
Петер Андреас Бликс (норв. Peter Andreas Blix; 4 ноября 1831, Ставерн — 31 января 1901, Вик) — норвежский архитектор и инженер.

## Биография
Петер Андреас Бликс родился 4 ноября 1831 года во Фредериксверне (норв. Fredriksværn), недалеко от города Ставерна.
Образование получил в Германии, в Политехнической школе в Ганновере (1851—1854) и Техническом университете в Карлсруэ (1854—1855).
В 1856 году Бликс вернулся в Норвегию и до 1863 года работал в Управление каналов (норв. Kanalvæsenet), где занимался развитием и проектированием каналов. Затем поселился в Бергене и занимался в основном выполнением частных архитектурных заказов. Он построил и спроектировал множество жилых домов, гостиниц, железнодорожных станций в Бергене и его окрестностях. Также активно занимался реставрацией различных культурных объектов, состоял в Обществе сохранения древних норвежских памятников (норв. Foreningen til norske Fortidsminnesmerkers Bevaring ble stiftet). Участвовал в реставрации Бергенского собора в 1880-х, затем в 1890-х — в восстановлении Крепости Акерсхус. Также за свой счет отреставрировал деревянную церковь в Хопперстаде (норв. Hopperstad stavkirke) и каменную церковь Хова (норв. Hove kirke).
Петер Андреас Бликс скончался 31 января 1901 года в Вике и был похоронен в церкви Хова.